# Kyotoschool
De Kyotoschool (京都学派, Kyōto gakuha) is een groep 20e-eeuwse Japanse filosofen die een filosofisch systeem opbouwden dat zowel uit de intellectuele tradities van het westen putte als uit de spirituele gedachtewereld van het oosten, meer bepaald uit het Mahayana-boeddhisme.
De stichter van de school is Kitaro Nishida (1870–1945), die door velen beschouwd wordt als de grootste filosoof van het moderne Japan. Twee andere prominente vertegenwoordigers van deze richting zijn Hajime Tanabe (1885–1962) en Keiji Nishitani (1900–1990).

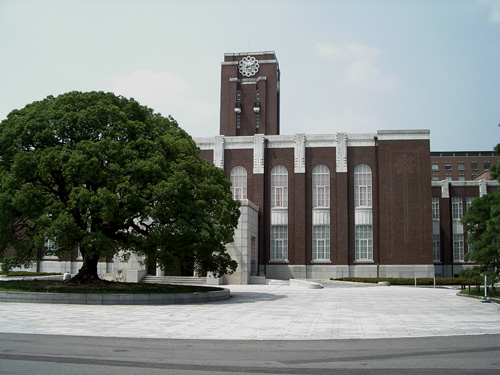
Universiteit van Kyoto

## Het ontstaan van de school
De school ontstond in 1913 met Nishida Kitaro. Ze overleefde de controverse die ze na de Tweede Wereldoorlog veroorzaakte en ontwikkelde zich tot de bescheiden maar actieve bekende beweging die ze vandaag is. We moeten nochtans in gedachten houden dat het hier niet gaat om een filosofische "school" in de betekenis die we er gewoonlijk aan geven, zoals met de Frankfurter Schule of Plato's Akademeia. De academici die zich rond de Kyoto Universiteit verenigden moedigden, zoals haar stichter Kitaro, integendeel het onafhankelijke denken aan. Volgens James Heisig werd de naam "Kyotoschool" voor het eerst gebruikt in 1932 door een student van Kitaro en Hajime Tanabe, met de naam Tosaka Jun (1900-45), die zelf beschouwd wordt als behorend tot de links-marxistische vleugel van de school. Mettertijd begonnen de media en academici buiten Japan die benaming over te nemen en tegen 1970 was het een algemeen aanvaarde naam geworden.

## Geschiedenis van de school
Masao Abe schreef in zijn voorwoord van een Engelse vertaling van Nishida's magnum opus:

"Als je over filosofie denkt volgens de opvatting van Kant en Hegel, dan is er geen sprake van filosofie in Japan. Maar als je het tegen de achtergrond van de filosofie van Augustinus en Kierkegaard beschouwt, dan heeft Japan een rijke filosofische geschiedenis met grote denkers als Kūkai, Shinran, Dogen en anderen."
De groep van filosofen die betrokken waren bij de bijna 100-jarige geschiedenis van de Kyoto-school is zeer divers. De individuele leden hebben vaak een totaal verschillende achtergrond waardoor ze er ook niet voor terugdeinsden om elkaars werk te bekritiseren. Wat waren dan precies de voorwaarden waar men aan moest voldoen om formeel als lid geaccepteerd te worden van deze school?

Je moest:
1. ofwel docent zijn aan de Kyoto Universiteit of een daaraan gerelateerde school.
2. Nishida's hypotheses aangaande metafysica en "Nietsheid" aanvaarden.
3. dezelfde filosofische terminologie gebruiken als Nishida.

In het algemeen waren de meesten onder hen sterk beïnvloed door de Duitse filosofische traditie, in het bijzonder door Nietzsche en Heidegger. Ook hadden zij allemaal een sterke verbondenheid met het boeddhisme, en hoewel hun werk niet specifiek religieus was, werd het er inhoudelijk wel sterk door bepaald.

### Leiders van de beweging
Wie in een bepaalde periode de Zetel van de moderne filosofie op de universiteit bezette, werd automatisch ook als het hoofd van de beweging beschouwd:
1. Nishida Kitaro: 1913-1923
2. Hajime Tanabe: 1928-midden jaren 30

(Nishitita was in die periode bij Martin Heidegger gaan studeren en kwam terug naar de Kyoto Universiteit in 1928)
1. Keiji Nishitani: (officiële aanstelling:) 1955-1963

Nadien is het leiderschap een beetje zoek, en de beweging leefde verder als een gedecentraliseerde groep filosofen met gemeenschappelijke overtuigingen en interesses.

### Andere leden
- Abe Masao
- Miki Kiyoshi
- Hisamatsu Shinichi
- Ueda Shizuteru ( Shizuteru Ueda)
- Saneshige Komaki
- Yamanouchi Tokuryu
- Takeuchi Yoshinori

## Publicaties van leden
- Kitaro Nishida, An Inquiry into the Good, vertaald door Masao Abe and Christopher Ives. New Haven: Yale University Press, 1987 (1921).
- ——, Art and Morality, vertaald door D. Dilworth and Valdo Viglielmo. Honolulu: University of Hawaii Press, 1973.
- ——, Intelligibility and the Philosophy of Nothingness, vertaald door Robert Schinzinger. Westport: 1958.
- Hajime Tanabe, Philosophy as Metanoetics, vertaald door Yoshinori Takeuchi. Berkeley: University of California Press, 1986.
- ——, Logic of the Species (nog geen -Engelse- vertaling beschikbaar)
- Keiji Nishitani, Religion and Nothingness, Berkeley: University of California Press, 1982. ISBN 0-520-04946-2
- ——, The Self-overcoming of Nihilism, vertaald door Graham Parkes and Setsuko Aiharo. Albany: State University of New York Press, 1990.
- Yoshinori Takeuchi, The Heart of Buddhism, vertaald door James Heisig. New York: 1983.